# Neoepaphra
Neoepaphra is een kevergeslacht uit de familie van de boktorren (Cerambycidae). De wetenschappelijke naam van het geslacht werd voor het eerst geldig gepubliceerd in 1935 door Fisher.

## Soorten
Neoepaphra is monotypisch en omvat slechts de volgende soort:
- Neoepaphra pulchella Fisher, 1935